# Metapenaeopsis coniger
Metapenaeopsis coniger är en kräftdjursart som först beskrevs av James Wood-Mason 1891.  Metapenaeopsis coniger ingår i släktet Metapenaeopsis och familjen Penaeidae. Inga underarter finns listade i Catalogue of Life.